# Cosa ti amo a fare?
Cosa ti amo a fare? è un singolo del cantautore italiano Rocco Hunt, pubblicato il 25 aprile 2025 come secondo estratto dal sesto album in studio Ragazzo di giù.

## Descrizione
Il brano, scritto dallo stesso cantautore con Paolo Antonacci, è prodotto da Davide Simonetta, in arte d.whale.

## Video musicale
Il video musicale, diretto da Fabrizio Conte, è stato pubblicato in concomitanza all'uscita del brano attraverso il canale YouTube del cantautore.

## Tracce
Testi di Rocco Pagliarulo e Paolo Antonacci, musiche di Rocco Pagliarulo, Davide Simonetta e Paolo Antonacci.
1. Cosa ti amo a fare? – 3:22